# Samotlor
Samotlor è il più grande campo petrolifero russo e uno dei dieci più grandi al mondo. Scoperto nel 1967, si trova nei pressi del lago dal nome medesimo, in Siberia occidentale, nel cuore di una delle zone petrolifere maggiori al mondo.
È stato il giacimento che ha trasformato Nižnevartovsk da piccolo villaggio a città petrolifera.
Conteneva riserve iniziale per 44.6 Gbbl, di cui da 20 a 23 recuperabili e dei quali 20 sono già state estratte (erano 16 nel 1997). Il giacimento fu sviluppato aggressivamente (massicce iniezioni d'acqua), la produzione partì nel 1970 per raggiungere nel 1980 il picco di 3,5 Mbbl/die (e non 7,4 come affermano molte fonti che confondono il giacimento con l'insieme della regione), che ne faceva il secondo al mondo dopo Ghawar.
Questa produzione rapida, motivata dal bisogno di energia dell'URSS, esaurì il giacimento (e danneggiò anche le sue riserve) e la produzione cadde rapidamente nei decenni successivi. Il declino di Samotlor e degli altri giacimenti pesò sul destino dell'URSS. La produzione cadde a 300 kbbl/die.
A partire dal 1999 sotto l'egida di TNK-BP (compagnia russa che appartiene per il 50% a British Petroleum) il giacimento fu recuperato, grazie a 4500 nuovi pozzi che permisero di stabilizzare la produzione prima a 450 e poi a 500 kbbl/die. A luglio 2009 il giacimento resta il primo in Russia in termini di produzione giornaliera.